# Miles Franklin
Stella Maria Sarah Miles Franklin, coneguda com a Miles Franklin (14 d'octubre de 1879 - 19 de setembre de 1954) va ser una escriptora i feminista australiana, més coneguda per la novel·la My Brilliant Career, publicada el 1901. Mentre que ella va escriure durant tota la seva vida, el seu altre gran èxit literari, All That Swagger, no es va publicar fins a 1936.
Ella estava compromesa amb el desenvolupament d'un estil genuïnament australià de literatura, i va buscar activament aquest objectiu donant suport a escriptors, revistes literàries i organitzacions d'escriptors. Ella ha tingut un impacte durador en la vida literària d'Austràlia a través de la seva dotació a un important premi literari conegut com a «Premi Miles Franklin».

## Vida i carrera
Franklin va néixer a Talbingo, Nova Gal·les del Sud, i va créixer a la Vall Brindabella en una propietat anomenada Estació Brindabella. Ella era la filla gran de pares nascuts a Austràlia, John Franklin i Maurice Susannah Margaret Eleanor Franklin, née Lampe, que era besneta d'Edward Miles (o Moyle) que havia arribat a Scarborough en la Primera Flota, amb una condemna de set anys per robatori. La seva família era part de la squattocracy («posseïdors»). Va ser educada a casa fins al 1889, quan fou estudiar a la Thornford Public. Durant aquest període va ser incentivada a escriure per la seva mestra, Mary Gillespie (1856-1938) i Tom Hebblewhite (1857-1923), editor del diari local Goulburn.
La seva novel·la més coneguda, My Brilliant Career, parla de la història d'una indomable feminista adolescent convertint-se en dona a les zones rurals de Nova Gal·les del Sud. Aquesta heroïna, Sybylla Melvyn, és un dels personatges més entranyables de la literatura australiana i, òbviament, té molt en comú amb la mateixa Franklin, que va escriure la novel·la quan encara era una adolescent. Es va publicar el 1901 amb el suport de l'escriptor australià, Henry Lawson. Després de la publicació, Franklin va intentar una carrera en infermeria i després com a criada a Sydney i Melbourne. Mentre fent això, va continuar a escriure per a The Daily Telegraph i The Sydney Morning Herald sota els pseudònims «An Old Bachelor» i «Vernacular». Durant aquest període, va escriure My Career Goes Bung en què Sybylla troba l'escena literària de Sydney. El llibre va resultar ser massa «calent» per publicar i no va ser posat a disposició del públic fins al 1946.

### En els EUA i Anglaterra
El 1906, Franklin es va traslladar als EUA i va realitzar treballs de secretaria per Alice Henry, una altra australiana, al National Women's Trade Union League a Chicago i va co-editar la revista de la lliga, Life and Labor («Vida i Treball»). Els seus anys als EUA es reflecteixen a On Dearborn Street (no publicat fins a 1981), una història d'amor que utilitza argot americà d'una manera no gaire diferent dels primers treballs de Dashiell Hammett. Així mateix, mentre que als Estats Units, va escriure Some Everyday Folk and Dawn (1909), la història d'una família australiana de poble petit, que utilitza una prosa afectada per crear un efecte còmic deliberat. Va patir períodes regulars de mala salut i s'ha internat en un sanatori durant un període, l'any 1912. El 1915, va viatjar a Anglaterra i va treballar com a cuinera i va guanyar una mica de diners amb periodisme. Al març de 1917, Franklin es va oferir voluntàriament per a treballs de guerra a la Unitat Ostrovo dels Scottish Women's Hospitals durant les campanyes de Sèrbia de 1917 a 1918. Ella va servir com a cuinera en un hospital de campanya de 200 llits, adjunt a l'exèrcit serbi, prop del llac Ostrovo a Macedònia, Grècia des de juliol de 1917 a febrer de 1918. De 1919 a 1926, Franklin va treballar com a secretària de l'«Associació Nacional d'Habitatge i Urbanisme» a Londres. Ella va organitzar una convenció internacional femenina d'habitació el 1924. La seva vida a Anglaterra en la dècada del 1920 va donar lloc a Bring the Monkey (1933), una paròdia (però amb matisos foscos) de la novel·la anglesa de misteri de casa de camp. Desafortunadament, Franklin no tenia la comprensió del gènere i el llibre va ser un fracàs literari i comercial.

### Retorn a Austràlia

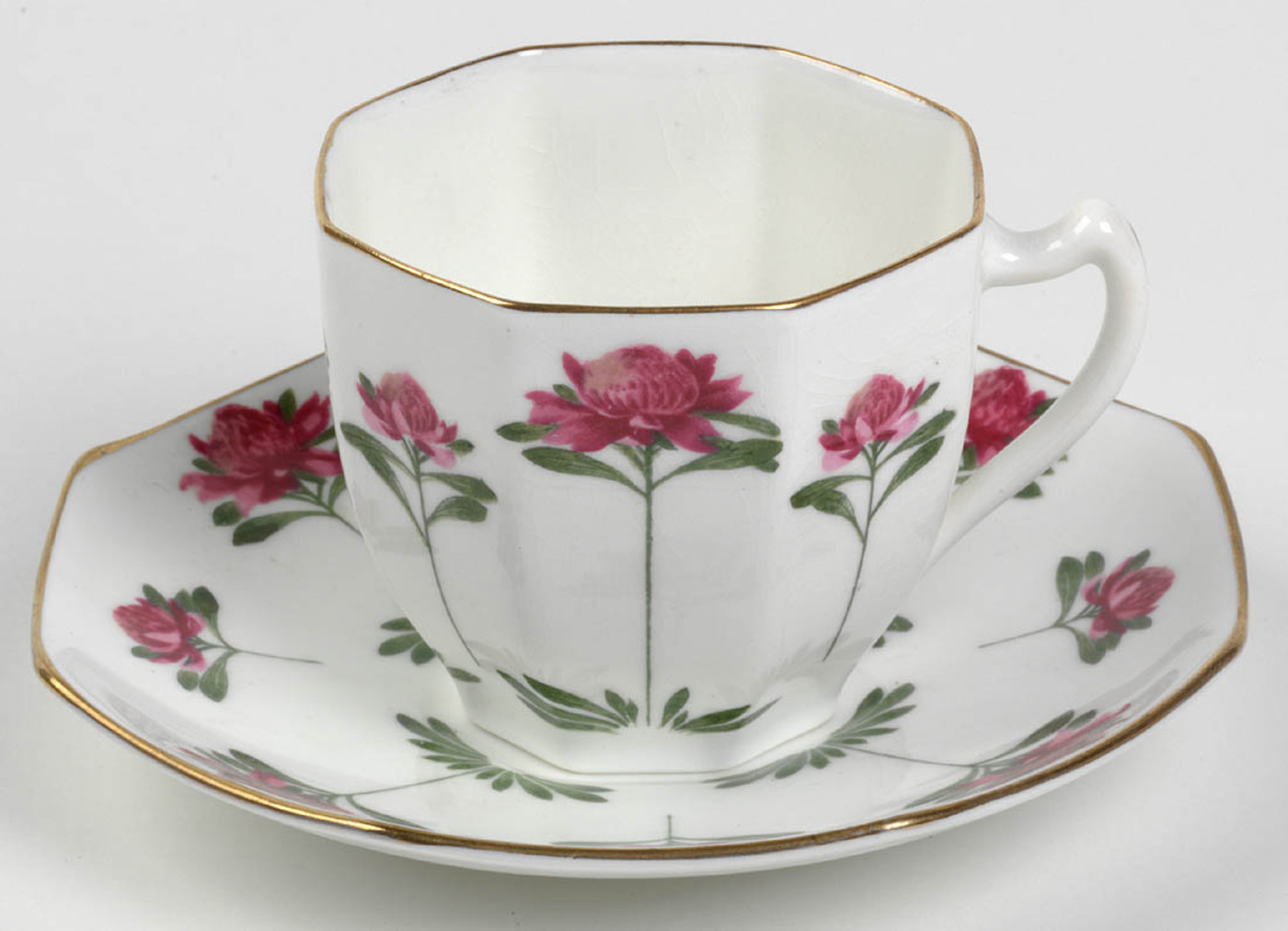
Tassa Waratah i plateret de Miles Franklin, 1904. Aquesta tassa és part de la col·lecció de la Biblioteca de l'Estat de Nova Gal·les del Sud.

Franklin va retornar a viure a Austràlia el 1932 després de la mort del seu pare, el 1931. Durant aquesta dècada, va escriure diverses novel·les històriques sobre l'interior australià. Encara que la major part d'aquestes van ser publicades sota el pseudònim de «Brent de Bin Bin», la seva obra mestra All That Swagger (1936) - una novel·la de crònica familiar plena de personatges memorables - es va publicar sota el seu propi nom. Una bibliotecària de l'Estat de Nova Gal·les del Sud, Dagmar Schmidmaier, va dir que Miles va témer cada cop més que res que escrivís s'igualés a l'èxit de «My Brilliant Career» i va començar a escriure amb diferents noms, incloent l'estrany pseudònim Brent de Bin Bin, per protegir-se de les males crítiques.
Al llarg de la seva vida, Franklin va donar suport activament a la literatura australiana. Es va unir a la Comunitat d'Escriptors d'Austràlia el 1933 i al PEN Club de Sydney l'any 1935. Va animar als joves escriptors com Jean Devanny, Sumner Locke Elliott i Ric Throssell i va incentivar les noves revistes literàries, Meanjin i Southerly. Miles ha entretingut figures literàries a casa seva de Carlton, NGS. Un llibre d'autògrafs conegut com a «Llibre Waratah de Miles Franklin», avui en poder de la Biblioteca de l'Estat de Nova Gal·les del Sud, va ser utilitzat per autògrafs i inscripcions. Els visitants van ser encoratjats a prendre el te a la «Tassa Waratah» i escriure en el «Llibre Waratah».
El 1937, Franklin no va acceptar el seu nomenament com a Oficial de l'Ordre de l'Imperi Britànic.

## Col·laboracions
Miles Franklin va participar en una sèrie de col·laboracions literàries durant tota la seva vida. A més de co-editar la revista «Vida i Treball» amb Alice Henry als EUA, també va escriure Pioneers on Parade conjuntament amb Dymphna Cusack i Joseph Furphy (1944), "en dolorosa col·laboració amb Kate Baker". Anteriorment, el 1939, ella i Baker havien guanyat el premi «Prior Memorial» per un assaig sobre Furphy.
Dever escriu que les cartes entre Dymphna Cusack i Miles Franklin que es van publicar en Yarn Spinners «proporcionen un comentari no balancejat sobre el delicat art de la col·laboració literària».
Mentre Miles Franklin tenia molts pretendents, ella mai es va casar. Va morir el 19 de setembre de 1954 als 74 anys, i les seves cendres van ser escampades en Jounama Creek, Talbingo, prop del lloc on ella va néixer.

## Llegat
En el seu testament, va fer un llegat per establir un premi literari anual conegut com a «premi Miles Franklin». El primer guanyador va ser Patrick White amb Voss, el 1957.
El suburbi Franklin de Canberra i la propera escola primària «Miles Franklin Primary School» van ser nomenats en el seu honor. L'escola realitza un concurs anual de redacció en la seva memòria. Durant la seva vida, Miles Franklin va donar diversos articles per a la Biblioteca Mitchell. Material manuscrit va ser donat durant el període 1937-1942. Els diversos esborranys de Pioneers on Parade van ser donats el 1940. Ella va llegar la seva col·lecció de llibres impresos, correspondència i notes, així com els poemes de Mary Fullerton.

## Ressorgiment
Un ressorgiment de l'interès en Franklin va ocórrer a conseqüència de la pel·lícula australiana del New Wave, My Brilliant Career (1979), que va guanyar diversos premis internacionals. Aquesta pel·lícula va resultar en un interès dels estudiants per conèixer les missatges feministes de l'autora i de la pel·lícula.

## Premis
- 1936: «S. H. Prior Memorial Prize» atorgat pel «The Bulletin» per All that Swagger
- 1939: «S. H. Prior Memorial Prize» per Joseph Furphy: The Legend of a Man and His Book

## Obres seleccionades

### Novel·les
- My Brilliant Career (1901)
- Some Everyday Folk and Dawn (1909)
- Old Blastus of Bandicoot (1931)
- Bring the Monkey (1933)
- All That Swagger (1936)
- Pioneers on Parade (1939), amb Dymphna Cusack
- My Career Goes Bung (1946)
- On Dearborn Street (1981)

### Sota el pseudònim de «Brent of Bin Bin»
- Up the Country (1928)
- Ten Creeks Run (1930)
- Back to Bool Bool (1931)
- Prelude to Waking (1950)
- Cockatoos (1955)
- Gentleman at Gyang Gyang (1956)

### No ficció
- Joseph Furphy: The Legend of a Man and His Book (1944)
- Laughter, Not for a Cage (1956)
- Childhood at Brindabella (1963)